# 강진군수 선거
강진군수 선거는 전라남도 강진군의 군수를 선출하는 선거이다.

## 역대 민선 강진군수
| 선거   | 정당 | 정당           | 군수   |
| ------ | ---- | -------------- | ------ |
| 1995년 |      | 민주당         | 김재홍 |
| 1998년 |      | 새정치국민회의 | 윤영수 |
| 2002년 |      | 무소속         | 윤동환 |
| 2004년 |      | 새천년민주당   | 황주홍 |
| 2006년 |      | 민주당         | 황주홍 |
| 2010년 |      | 무소속         | 황주홍 |
| 2012년 |      | 민주통합당     | 강진원 |
| 2014년 |      | 새정치민주연합 | 강진원 |
| 2018년 |      | 더불어민주당   | 이승옥 |
| 2022년 |      | 무소속         | 강진원 |

## 역대 선거 결과

### 제1회 전국동시지방선거
|  | 48.77% |

|  | 39.34% |

|  | 11.88% |

### 제2회 전국동시지방선거
|  | 40.46% |

|  | 25.71% |

|  | 25.48% |

|  | 8.32% |

### 제3회 전국동시지방선거
|  | 45.32% |

|  | 34.05% |

|  | 12.10% |

|  | 4.91% |

|  | 3.59% |

### 2004년 대한민국 재보궐선거
윤동환 군수의 군수직 상실로 인해 치러진 2004년 대한민국 재보궐선거에서 새천년민주당 황주홍 후보가 당선되었다.

### 제4회 전국동시지방선거
|  | 76.05% |

|  | 23.94% |

### 제5회 전국동시지방선거
|  | 56.34% |

|  | 43.65% |

### 2012년 대한민국 재보궐선거
|  | 74.41% |

|  | 25.58% |

### 제6회 전국동시지방선거
|  | 72.31% |

|  | 27.68% |

### 제7회 전국동시지방선거
|  | 49.02% |

|  | 45.38% |

|  | 5.59% |

### 제8회 전국동시지방선거
|  | 54.87% |

|  | 45.12% |